# エケクルス (小惑星)
エケクルスまたはエチェクラス (60558 Echeclus, 174P/Echeclus) は、周期彗星と小惑星の両方に登録された彗星・小惑星遷移天体。木星と天王星の間の軌道を周っている。
2000年3月3日にスペースウォッチプログラムで撮影された写真によって発見され、その後1979年と1985年にも観測されていたことが判明した。2004年までに軌道が確定して小惑星番号を付与され、ギリシア神話におけるケンタウロス族とラピテース族の戦いで、ラピテースのアムピュクスに殺されたケンタウロスのエケクルスから名付けられた。
2005年の12月末から2006年初頭にかけて、太陽から13.1天文単位ほどの位置にいたエケクルスは急激に明るくなり、彗星特有のコマも観測された。これは一時的なアウトバーストによるものと考えられ、小惑星とされていたエケクルスがまだ彗星として活動できる状態にあることが判明した。このアウトバーストの原因を、未発見の衛星によるものとする意見がある。
ケンタウルス族の小天体がその軌道にある期間は、巨大惑星の重力の影響で非常に短く、エケクルスの場合で約61万年と考えられている。